# Astragalus czilduchtaroni
Astragalus czilduchtaroni es una especie de planta del género Astragalus, de la familia de las leguminosas, orden Fabales.

## Distribución
Astragalus czilduchtaroni se distribuye por Tayikistán.

## Taxonomía
Fue descrita científicamente por R. V. Kamelin. Fue publicada en Opred. Rast. Sred. Azii 6: 352, 149 (1981).